# Ялкайн, Яныш Ялкаевич
Я́ныш Ялка́евич Ялка́йн (псевдоним, от прозвища Ялкай, от которого произошла настоящая фамилия — Ялка́ев) (25 октября 1906, д. Чураево, Мишкинская волость, Бирский уезд, Уфимская губерния (ныне Мишкинский район Башкортостана) — 17 сентября 1938, Москва) — марийский писатель, переводчик, фольклорист, этнограф, библиограф.

## Биография
Родился в крестьянской семье. После окончания начальной школы 2 года служил помощником писаря в волостной земской управе.
С 1919 года учился в Мишкинском 2-классном училище, затем был направлен в Николо-Берёзовский педтехникум. Окончил Бирский педагогический техникум (1924—1926), историко-филологический факультет Московского государственного университета (1931).
Был научным сотрудником Марийского областного музея, Института антропологии и этнографии АН СССР, членом редколлегии журнала «Советская этнография».
Осенью 1937 года Я. Ялкайна обвинили в «неучастии в разоблачении врагов народа и буржуазных националистов» и в «несоциалистическое отношение» к советской действительности в произведениях. Он был исключён из членов правления Союза писателей СССР. Ожидая ареста, Ялкайн отправил жену, которая ждала ребёнка, в Башкирию. В апреле 1938 года Я. Ялкайн был арестован, его обвинили в «организации повстанческих организаций и шпионаже в пользу финской разведки» и расстреляли 17 сентября.
Реабилитирован в 1957 году.

## Творческая деятельность
Я. Ялкайн — член Союза писателей СССР с 1934 года. Неоднократно встречался с М. Горьким, переписывался с ним.
Писать начал в середине 1920-х годов. Первое произведение, поэма «Кугу кайык» («Большая птица»), опубликована в журнале «У илыш» («Счастливая жизнь») в 1926 году. Когда учился в МГУ, сотрудничал в качестве автора с Центриздатом, Учпедгизом, газетой «Марий ял» («Марийская деревня»).
Перевёл на марийский язык десятки книг и брошюр на свободные темы. Одновременно переводил на родной язык произведения А. Пушкина, М. Горького, А. Гайдара. Писал поэтические и прозаические произведения, критические работы, статьи по фольклору и этнографии.
В 1934 году издал 4 книги, в первую очередь, это автобиографическая трилогия из повестей «Андрий Толкын», «Ужар жап» («Юность»), «Ола» («Город»). В этих повестях автор отобразил жизнь и судьбы простых людей в смутные времена периода империалистической и гражданской войн и последующих не менее трудных лет. Также в эти же годы издал книги поэзии, сборник марийских народных песен, справочники по истории и культуре Марийского края «Материалы для библиографического указателя по мароведению» и «Марийская библиография» (1934), лучшие его статьи публиковались в журналах «Литература национальностей СССР», «Литературный критик», «Советская этнография» и др.
Самым значительным творческим достижением Я. Ялкайна стал роман «Оҥго» («Круг»). Практически он является энциклопедией народной жизни, где писатель прослеживает судьбы представителей разных слоёв марийского народа начала XX века. Здесь изображена и яркая любовь, и сложные отношения между отцами и детьми, поиск человеком места в жизни, драматичные события периода массового переселения восточных мари в далёкие сибирские земли. Роман стал истинно новаторским произведением в марийской литературе.

## Произведения
Ниже представлены основные произведения Я. Ялкайна:

### На марийском языке
- Йошкар лум: повесть // У вий. 1933. № 5. С. 8—18; № 6. С. 21—29.
- Андрий Толкын: повесть. М., 1934. 136 с.
- Элем: почеламут-влак, поэма (Страна моя: стихи, поэмы). М., 1934. 56 с.
- Кечан кече: ойырен налме произведений-влак (Солнечный день: избранные произведения). М., 1935. 156 с.; Йошкар-Ола, 1959, 188 с.
- Ола: повесть (Город). М., 1936. 216 с.; Йошкар-Ола, 1967, 172 с.
- Ужар жап: повесть (Юность). Йошкар-Ола, 1936. 136 с.; 1960, 124 с.
- Эрге: поэма (Сын). Йошкар-Ола, 1936. 48 с.
- Оҥго: роман (Круг). М., 1937. 368 с.; Йошкар-Ола, 1958, 272 с.
- Почеламут ден поэма-влак (Стихи и поэмы). Йошкар-Ола, 1972. 144 с.
- Чумырен лукмо ойпого: кок том дене лекткш (Собрание сочинений). Йошкар-Ола. 1-ше т.: почеламут, поэме, повесть, ойлымаш. 2005. 656 с.; 2-шо т.: роман, шарнымаш, статьч, серыш. 2006. 464 с.

### В переводе на русский язык
- Ворота: стихи / пер. на рус. П. Панченко // Песня, ставшая книгой. М. 1972. С. 382—383.
- Песня о Ленине; Ворота жизни; Мой белый лебедь: стихи // Соловьиный родник. Йошкар-Ола, 1979. С. 38—42.
- Круг: роман / пер. на рус. В. Муравьёва. Йошкар-Ола, 1980. 240 с.

## Литературоведческие и библиографические работы
Список литературоведческих и библиографических работ:
- Материалы для библиографического указателя по мароведению. 1762—1931. Йошкар-Ола, 1934. 112 с.
- Фольклорные движения среди мари // Советская этнография. 1934. № 1—2. С. 26.
- Марий библиографий. 1821 ий гыч 1933 ий марте эрвел-олык да курык марий ден лекше книгам да тӱҥ статьям ончыктымаш. Йошкар-Ола, 1934. 232 с.
- Сылнымут нерген мут. Йошкар-Ола, 1935. 64 с.
- То же // Тӱҥалтыш ошкыл. Йошкар-Ола, 1975. С. 99—111.

## Память
- В 1998 году администрациями Мишкинского и Калтасинского районов и отделением Всероссийского фонда образования по Республике Башкортостан «Магрифат» учреждена литературная премия им. Яныша Ялкайна[2].
- На его родине в с. Чураево памятник (1966), библиотека (2003) средняя школа имени Ялкайна (2005), в ней — музей[4], сквер имени Ялкайна[5].
- Одна из старейших улиц с. Мишкино названа именем писателя[4].
- Имя писателя также носят улицы в с. Чураево, с. Староарзаматово, д. Октябрь Мишкинского района Республики Башкортостан[4].